# Michael Cunningham
Michael Cunningham (Cincinnati, 6 november 1952) is een Amerikaans schrijver. Zijn bekendste werk is de roman The Hours (1998) die werd bekroond met de Pulitzer-prijs en in 2002 werd verfilmd met Nicole Kidman, Julianne Moore en Meryl Streep in de hoofdrollen.

## Leven en carrière
Cunningham is geboren in Cincinnati, Ohio en groeide op in Pasadena, Californië. Hij studeerde Engels aan de Stanford-universiteit en behaalde zijn Mastertitel aan de Universiteit van Iowa. Tijdens zijn studie publiceerde hij al een aantal korte verhalen in de tijdschriften Atlantic Monthly en Paris Review. Zijn verhaal White Angel werd verkozen tot beste Amerikaanse korte verhaal 1989.
Cunningham doceerde bij het Fine Arts Work Center in Provincetown, Massachusetts en aan het Brooklyn College in New York. Sinds 2008 doceert hij aan de hoog aangeschreven Yale-universiteit. Zijn debuutroman A Home at the End of the World werd in 1990 gepubliceerd en ontving lovende recensies. Dit boek werd in 2004 verfilmd met in de hoofdrollen o.a. Colin Farrell en Robin Wright. Voor zijn derde roman The Hours uit 1998 kreeg hij verschillende belangrijke prijzen, waaronder de prestigieuze Pulitzerprijs. Dit boek betekende zijn internationale doorbraak en de verfilming van The Hours met uitsluitend steractrices vergrootte zijn naamsbekendheid aanzienlijk.
Hoewel Michael Cunningham homoseksueel is en homoseksualiteit een terugkerende thematiek in zijn werk is, verzet hij zich tegen het etiket ‘homoseksueel schrijver’ omdat het niet het belangrijkste thema in zijn oeuvre is.

## Romans
- 1990 Huis aan het einde van de wereld (A Home at the End of the World)
- 1995 Bloedverwanten (Flesh and Blood)
- 1998 De uren (The Hours)
- 2005 Stralende dagen (Specimen Days)
- 2010  Bij het vallen van de avond (By Nightfall)
- 2014  De sneeuwkoningin (The Snow Queen)
- 2015  Een wilde zwaan en andere vertellingen (A Wild Swan and other Tales)
- 2023 Dag (Day)

- Biblioteca Nacional de España: XX899846
- Bibliothèque nationale de France: cb12232116j (data)
- Catàleg d'autoritats de noms i títols de Catalunya: 981058523966006706
- CiNii: DA12665113
- Gemeinsame Normdatei: 120301091
- International Standard Name Identifier: 0000 0000 8160 9993
- Library of Congress Control Number: n83177223
- Nationale Bibliotheek van Letland: 000025831
- MusicBrainz: 6b50061f-1762-431e-a050-009496f638e3
- Bibliotheek van het Japanse parlement: 00465151
- Nationale Bibliotheek van Tsjechië: xx0002508
- Nationale Bibliotheek van Israël: 987007601826705171
- Nationale Bibliotheek van Polen: a0000002757145
- Nederlandse Thesaurus van Auteursnamen: 071401598
- Istituto Centrale per il Catalogo Unico: RAVV057062
- LIBRIS: 348789
- SNAC: w63b8k1q
- Système universitaire de documentation: 03102288X
- Trove: 809036
- Virtual International Authority File: 85321355
- WorldCat: E39PBJrCbKjg4JGyQcRwhxTJXd